# Jette (Montana)
Jette (ktunaxa: kmanuq̓yuǂiʔit) és una concentració de població designada pel cens del Comtat de Lake (Montana) als Estats Units d'Amèrica. Segons el cens dels Estats Units del 2000 tenia 267 habitants.

## Demografia
Segons el cens del 2000, Jette tenia 267 habitants, 103 habitatges, i 84 famílies. La densitat de població era de 166,3 habitants per km².
Dels 103 habitatges en un 25,2% hi vivien nens de menys de 18 anys, en un 74,8% hi vivien parelles casades, en un 4,9% dones solteres, i en un 18,4% no eren unitats familiars. En el 13,6% dels habitatges hi vivien persones soles el 7,8% de les quals corresponia a persones de 65 anys o més que vivien soles. El nombre mitjà de persones vivint en cada habitatge era de 2,59 i el nombre mitjà de persones que vivien en cada família era de 2,85.
Per edats la població es repartia de la següent manera: un 23,6% tenia menys de 18 anys, un 3,4% entre 18 i 24, un 19,5% entre 25 i 44, un 28,1% de 45 a 60 i un 25,5% 65 anys o més.
L'edat mediana era de 46 anys. Per cada 100 dones de 18 o més anys hi havia 88,9 homes.
La renda mediana per habitatge era de 43.889 $ i la renda mediana per família de 61.250 $. Els homes tenien una renda mediana de 87.041 $ mentre que les dones 9.712 $. La renda per capita de la població era de 25.808 $. Cap de les famílies estaven per davall del llindar de pobresa.

## Poblacions properes
El següent diagrama mostra les poblacions més properes.